# Nagios
Nagios (nɑgɪos) — програма моніторингу комп'ютерних систем і мереж.  Призначена для спостереження, контролю стану обчислювальних вузлів і служб, оповіщення адміністратора, якщо якісь із служб припиняють (або відновлюють) свою роботу.

## Історія
Nagios спочатку була створена під ім'ям Netsaint, розроблена Етаном Ґалстадом (англ. Ethan Galstad).  Він же підтримує і розвиває систему сьогодні, спільно з командою розробників, які займаються як офіційними, так і неофіційними плагінами. Спочатку Nagios була розроблена для роботи під Linux, але вона також добре працює і під іншими ОС, такими як Solaris, FreeBSD, AIX і HP-UX.
Згідно з офіційним FAQ Етана Ґалстада на сайті Nagios, NAGIOS це рекурсивний акронім Nagios Ain't Gonna Insist On Sainthood, розшифровка якого в перекладі звучить так: «Nagios не збирається наполягати на святості». Це камінь в город програми, що послужила основою для Nagios, Netsaint. 
Базова функціональність системи реалізована у ядрі Nagios Core з відкритим сирцевим кодом, він ключає базовий рушій моніторингу та вебінтерфейс для відстеження стану інфраструктури. Nagios Core є основою для серії комерційних продуктів. Комерційні надбудови надають такі можливості, як інтерфейс для конфігурації, підтримку SNMP Traps, мобільний застосунок, засоби моніторингу бізнес-процесів, графіки зміни продуктивності, підтримка зберігання даних в СУБД, аудит логів, додаткові звіти тощо.  Тим не менш, багато з розширених можливостей можна отримати безкоштовно завдяки величезній колекції плагінів і таким доповненням/надбудовам, як Opsview, Monarch, Nconf, NCPL, Centreon, NagVis тощо.

## Огляд можливостей
- Моніторинг мережевих служб ( SMTP, POP3, HTTP, NNTP, ICMP, SNMP)
- Моніторинг стану хостів (завантаження процесора, використання диска, системні логи) у більшості мережевих операційних систем
- Підтримка віддаленого моніторингу через шифровані тунелі SSH або SSL
- Проста архітектура модулів розширень (плагінів) дозволяє, використовуючи будь-яку мову програмування за вибором (Shell, C++, Perl, Python, PHP, C# та інші), легко розробляти свої власні способи перевірки служб
- Паралельна перевірка служб
- Можливість визначати ієрархії хостів мережі за допомогою «батьківських» хостів, дозволяє виявляти і розрізняти хости, які вийшли з ладу, і ті, які недоступні
- Відправка оповіщень у разі виникнення проблем зі службою або хостом (за допомогою пошти, пейджера, смс, або будь-яким іншим способом, визначеним користувачем через модуль системи)
- Можливість визначати обробники подій, що відбулися зі службами або хостами для проактивного вирішення проблем
- Автоматична ротація лог-файлів
- Можливість організації спільної роботи декількох систем моніторингу з метою підвищення надійності і створення розподіленої системи моніторингу
- Включає в себе утиліту nagiostats, яка виводить загальне зведення по всіх хостах, за якими ведеться моніторинг